# A Decade Underground
A Decade Underground je CD skupiny Linkin Park Underground. Byla přístupná i digitální podoba tohoto alba. Jedná se o druhé kompilační album a jedenácté vydané EP skupiny. Album vydal fanklub skupiny.

## Popis alba
Album obsahuje deset skladeb. Devět z nich jsou demosnímky nebo méně známé písně kapely, jedna skladba je živá coververze písně skupiny Temple of the Dog, na které se podílel její zpěvák Chris Cornell. Album obsahuje skladby z předchozích alb skupiny Linkin Park.
Seznam skladeb obsahuje všechny písničky z vydané kompilace Songs from the Underground (2008) ve stejném pořadí, ale obsahuje také později vydané skladby „Across the Line“ a „Pretend to Be“ jako bonusy.

## Seznam skladeb
| Pořadí         | Název                                                                                   | Délka |
| -------------- | --------------------------------------------------------------------------------------- | ----- |
| 1.             | Announcement Service Public                                                             | 2:26  |
| 2.             | Qwerty (studiová verze)                                                                 | 3:23  |
| 3.             | And One                                                                                 | 4:31  |
| 4.             | Sold My Soul to Yo Mama                                                                 | 1:59  |
| 5.             | Dedicated (demo 1999)                                                                   | 3:13  |
| 6.             | Hunger Strike (cover Temple of the Dog, live 2008 – Chris Cornell a Chester Bennington) | 4:15  |
| 7.             | My December (live 2008, klavírní verze)                                                 | 4:15  |
| 8.             | Part of Me                                                                              | 12:43 |
| 9.             | Across the Line (nevydané demo, 2007)                                                   | 3:11  |
| 10.            | Pretend to Be (nevydané demo, 2008)                                                     | 3:55  |
| Celková délka: | Celková délka:                                                                          | 43:00 |

## Obsazení
- Chester Bennington – zpěv
- Rob Bourdon – bicí, perkuse
- Brad Delson – sólová kytara
- Joe Hahn – gramofony, samplování a programování
- Mike Shinoda – zpěv, klávesy
- Dave "Phoenix" Farrell – basová kytara